# Syntormon rufipes
Syntormon rufipes är en tvåvingeart som först beskrevs av Johann Wilhelm Meigen 1824.  Syntormon rufipes ingår i släktet Syntormon och familjen styltflugor. Arten har ej påträffats i Sverige. Inga underarter finns listade i Catalogue of Life.